# Sete vidas
 (срп. Седам живота) бразилска је теленовела, продукцијске куће Реде Глобо, снимана 2015.

## Синопсис
Мигел је компликовани мушкарац, који је услед породичне трагедије у прошлости и финансијске нестабилности, донирао банци сперме, а да је било коме рекао. Током година постао је отац шесторо деце. Мигел је тренутно у вези са Лижијом, успешном новинарком која после 18 месеци везе, жели да оснује брак и породицу. Мигел је авантуристичког духа и не жели обавезе. Одлази сам на експедицију на Антарктик, где после два месеца доживљава несрећу када поломи ногу и остане без свести, док његов брод нестане у хладним водама. Сви мисле да је погинуо. Вест долази до Лижије, која сазна да чека његово дете.
Недељама касније, симболично обележавају Мигелов смрт, иако тело није пронађено. Лижија добија позив од клинике за вештачку оплодњу, како би поразговарали о донацији од пре 32 године. Двоје младих покушава да уђе у траг биолошком оцу. Једино што знају је регистарски број донације. Ради се о Педру и Жулији. Педро је одувек знао истину о свом пореклу и креће у потрагу, где преко интернета упозна девојку која му се допадне, иако се ради о његовој полусестри.
Лижија одлучује да пронађе осталу Мигелову децу, који су браћа и сестре њене нерођене бебе. Даје отказ на послу и посвећује се откривању осталих мистерија из Мигеловог живота. Педра је одгојио Висенте. Његов очух је годинама удовац и остаје очаран Лижијом. После неког времена њих двоје се упуштају у везу. Пролази годину дана и одлучују да се венчају. Њен син Жоаким има шест месеци. На прослави венчања, Лижијина пријатељица одлучује да напише репортажу о случају Жоакима, Жулије и Педра. Када је текст објављен, једна жена шаље мејл да је и она мајка дечака који је настао од донатора са бројем 150.
Временом они упознају и осталу децу. Ту су и адолесцент Бернардо, сестра и брат близанци Лаила и Луис, које је одгојио лезбејски пар и Фелипе, младић који живи у Аргентини и има аутоимуну болест. У међувремену се испоставља да је Мигел ипак жив.

## Улоге
| Глумац:                   | Улога:                     |
| ------------------------- | -------------------------- |
| Домингос Монтанер         | Жоао Мигел Оливејра Саншес |
| Дебора Блок               | Лижија Фијуза Маседо       |
| Изабел Друмонд            | Жулија де Мораес Брандао   |
| Жаиме Матаразо            | Педро Мартинс Вијеира      |
| Тијаго Родригез           | Луис Томпсон Вијана        |
| Марија Едуарда де Карваљо | Лаила Томпсон Вијана       |
| Гиљерме Лобо              | Бернардо Фигејра Мејра     |
| Мишел Ноер                | Фелипе Соарес Вијегас      |
| Режина Дуарте             | Естер Вијана               |
| Малу Гали                 | Ирене Фијуза Маседо        |
| Кирија Коентро            | Марлене Фигејра Мејра      |
| Бјанка Компарато          | Дијана Фереира да Силва    |
| Маријана Лима             | Изабел Барето              |
| Леонардо Медеирос         | Лауро Барето               |
| Анжело Антонио            | Висенте Мартинс Вијеира    |
| Летисија Колин            | Елиса де Мораес Рибеиро    |
| Жизел Фроес               | Марта де Мораес Брандао    |